# Teleradiologia
Teleradiologia (radiologia na odległość) – forma radiologii, wchodząca w skład telemedycyny. Łączy w sobie elementy telekomunikacji, informatyki oraz medycyny, a w szczególności radiologii. 
Dzięki wykorzystaniu nowych technologii pozwala na wymianę specjalistycznych informacji przesyłając obrazy statystyczne, jak i dynamiczne (przesyłanie najwyższej jakości zdjęć USG, MRI). Pozwala na diagnozę na odległość. Umożliwia przesyłanie obrazów o wysokiej rozdzielczości, a także interaktywną transmisję audiowizualną z dużą dokładnością i w czasie rzeczywistym. Systemy wideokomunikacyjne (wideokodery) pracują na ogólnodostępnych cyfrowych liniach transmisyjnych ISDN, w ogólnoświatowej sieci Internet, a także na liniach satelitarnych.
Teleradiologia obniża koszty funkcjonowania szpitali i innych jednostek ochrony zdrowia. Tak zwane centra opisowe świadczące usługi w zakresie teleradiologii istnieją na przykład w Indiach, a świadczą usługi dla szpitali w USA czy Wielkiej Brytanii. Wykorzystuje się w ten sposób różnice czasowe pomiędzy państwem, w którym funkcjonuje centrum opisowe, a państwami, w których mają siedzibę szpitale. Dzięki temu koszt funkcjonowania znacznie się obniża.

Przeczytaj ostrzeżenie dotyczące informacji medycznych i pokrewnych zamieszczonych w Wikipedii.